# Раймунд IV (граф Триполи)
Раймунд IV Антиохийский (фр. Raymond IV de Antioche; ум. 1199) — граф Триполи в 1187—1189 годах, регент княжества Антиохии в 1193—1194 годах.
Старший из двух сыновей князя Боэмунда III, крестник графа Раймунда III. 

## Биография
Когда Раймунд III умер в 1187 году, не оставив наследника, Раймунд IV обосновался в Триполи. Через два года он вернулся к своему отцу, уступив Триполи своему старшему брату Боэмунду IV.
После того, как Боэмунд III в 1193 году в бою против княжества Малой Армении попал в плен к князю Левону II, Раймунд IV под именем Раймунд II принял на себя бразды правления в Антиохии до возвращения Боэмунда III из плена в 1194 году.
Для того, чтобы положить конец кризису с армянскими соседями, в 1195 году он женился на Алисе Армянской, племяннице Левона II, дочери Рубена III. В браке родился Раймунд-Рубен.
Раймунд умер в год рождения сына, раньше отца, поэтому Боэмунд IV унаследовал Антиохийское княжество.